# Limnochromis auritus
Limnochromis auritus är en fiskart som först beskrevs av Boulenger, 1901.  Limnochromis auritus ingår i släktet Limnochromis och familjen Cichlidae. IUCN kategoriserar arten globalt som livskraftig. Inga underarter finns listade i Catalogue of Life.